# Saint-Jacques-de-Thouars
Pour les articles homonymes, voir Saint-Jacques.
Saint-Jacques-de-Thouars est une commune du Centre-Ouest de la France située dans le département des Deux-Sèvres en région Nouvelle-Aquitaine.

## Géographie
La commune de Saint-Jacques-de-Thouars se situe au nord du département des Deux-Sèvres dans la région Poitou-Charentes. Elle est bordée par le Thouet qui la sépare de Thouars sur l'autre rive.

### Climat
Pour des articles plus généraux, voir Climat de la Nouvelle-Aquitaine et Climat des Deux-Sèvres.
Historiquement, la commune est exposée à un climat océanique du nord-ouest.  
En 2020, Météo-France publie une typologie des climats de la France métropolitaine dans laquelle la commune est dans une zone de transition entre le climat océanique et le climat océanique altéré et est dans la région climatique  Moyenne vallée de la Loire, caractérisée par une bonne insolation (1 850 h/an) et un été peu pluvieux.
Pour la période 1971-2000, la température annuelle moyenne est de 11,7 °C, avec une amplitude thermique annuelle de 15,5 °C. Le cumul annuel moyen de précipitations est de 666 mm, avec 11,1 jours de précipitations en janvier et 6,6 jours en juillet. Pour la période 1991-2020, la température moyenne annuelle observée sur la station météorologique la plus proche, située sur la commune de Thouars à 1 km à vol d'oiseau, est de 13,1 °C et le cumul annuel moyen de précipitations est de 575,5 mm,. Pour l'avenir, les paramètres climatiques de la commune estimés pour 2050 selon différents scénarios d’émission de gaz à effet de serre sont consultables sur un site dédié publié par Météo-France en novembre 2022.

## Urbanisme

### Typologie
Au 1er janvier 2024, Saint-Jacques-de-Thouars est catégorisée petite ville, selon la nouvelle grille communale de densité à sept niveaux définie par l'Insee en 2022.
Elle appartient à l'unité urbaine de Thouars, une agglomération intra-départementale regroupant quatre  communes, dont elle est une commune de la banlieue,,. Par ailleurs la commune fait partie de l'aire d'attraction de Thouars, dont elle est une commune du pôle principal,. Cette aire, qui regroupe 26 communes, est catégorisée dans les aires de moins de 50 000 habitants,.

### Occupation des sols
L'occupation des sols de la commune, telle qu'elle ressort de la base de données européenne d’occupation biophysique des sols Corine Land Cover (CLC), est marquée par l'importance des territoires agricoles (79,8 % en 2018), en diminution par rapport à 1990 (82 %). La répartition détaillée en 2018 est la suivante : 
terres arables (67,7 %), forêts (13,8 %), zones agricoles hétérogènes (9,3 %), zones urbanisées (6,1 %), prairies (2,8 %), mines, décharges et chantiers (0,2 %). L'évolution de l’occupation des sols de la commune et de ses infrastructures peut être observée sur les différentes représentations cartographiques du territoire : la carte de Cassini (XVIIIe siècle), la carte d'état-major (1820-1866) et les cartes ou photos aériennes de l'IGN pour la période actuelle (1950 à aujourd'hui).

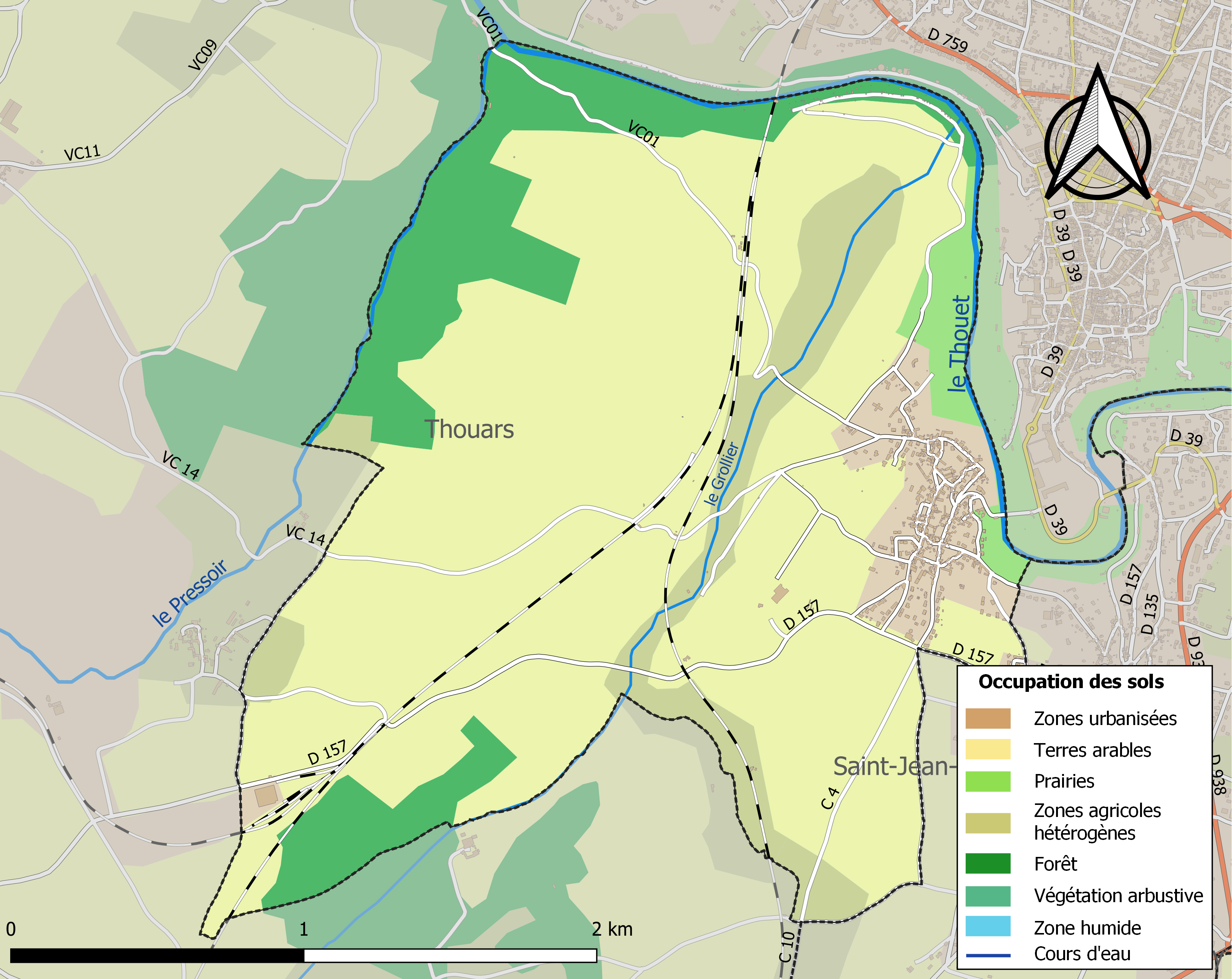
Carte des infrastructures et de l'occupation des sols de la commune en 2018 (CLC).

### Risques majeurs
Le territoire de la commune de Saint-Jacques-de-Thouars est vulnérable à différents aléas naturels : météorologiques (tempête, orage, neige, grand froid, canicule ou sécheresse), inondations, mouvements de terrains et séisme (sismicité modérée). Il est également exposé à un risque technologique, la rupture d'un barrage, et à un risque particulier : le risque de radon. Un site publié par le BRGM permet d'évaluer simplement et rapidement les risques d'un bien localisé soit par son adresse soit par le numéro de sa parcelle.

#### Risques naturels
Certaines parties du territoire communal sont susceptibles d’être affectées par le risque d’inondation par débordement de cours d'eau, notamment le Thouet et le Pressoir. La commune a été reconnue en état de catastrophe naturelle au titre des dommages causés par les inondations et coulées de boue survenues en 1982, 1983, 1992, 1995, 1997, 1999, 2001 et 2010,. Le risque inondation est pris en compte dans l'aménagement du territoire de la commune par le biais du plan de prévention des risques inondation (PPRI) de la « Vallée du Thouet », approuvé le 13 novembre 2008, dont le périmètre regroupe 22 communes.

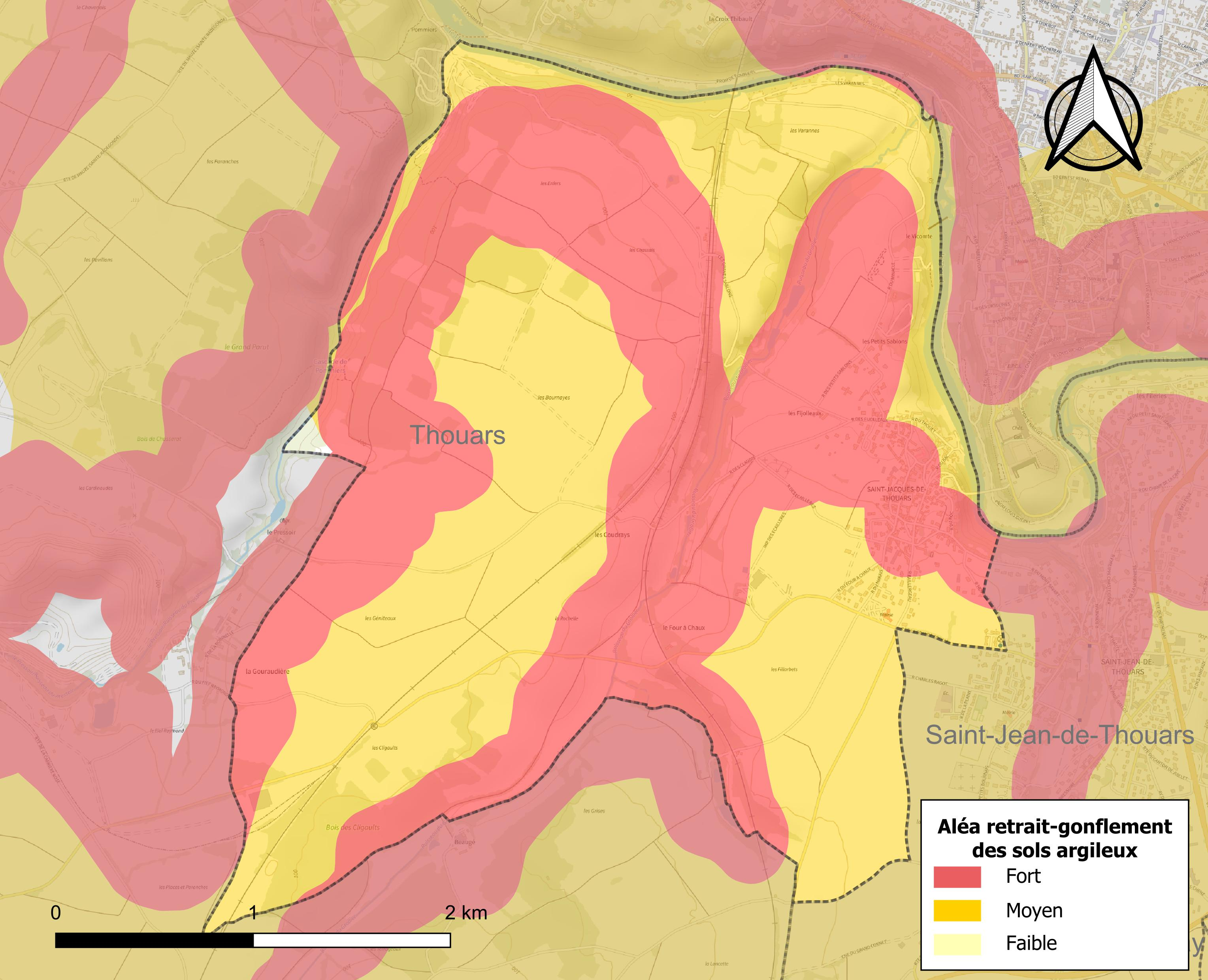
Carte des zones d'aléa retrait-gonflement des sols argileux de Saint-Jacques-de-Thouars.

Les mouvements de terrains susceptibles de se produire sur la commune sont des tassements différentiels. Le retrait-gonflement des sols argileux est susceptible d'engendrer des dommages importants aux bâtiments en cas d’alternance de périodes de sécheresse et de pluie. 99,8 % de la superficie communale est en aléa moyen ou fort (54,9 % au niveau départemental et 48,5 % au niveau national). Depuis le 1er octobre 2020, en application de la loi ELAN, différentes contraintes s'imposent aux vendeurs, maîtres d'ouvrages ou constructeurs de biens situés dans une zone classée en aléa moyen ou fort,.
La commune a été reconnue en état de catastrophe naturelle au titre des dommages causés par la sécheresse en 1989, 1991 et 2003 et par des mouvements de terrain en 1999 et 2010.

#### Risque technologique
La commune est en outre située en aval du barrage du Puy Terrier, un ouvrage de classe A mis en service en 1982 sur le territoire des communes de Saint-Loup-Lamairé, Louin et Gourgé, sur le cours d’eau le Cébron, affluent du Thouet. À ce titre elle est susceptible d’être touchée par l’onde de submersion consécutive à la rupture de cet ouvrage.

#### Risque particulier
Dans plusieurs parties du territoire national, le radon, accumulé dans certains logements ou autres locaux, peut constituer une source significative d’exposition de la population aux rayonnements ionisants. Selon la classification de 2018, la commune de Saint-Jacques-de-Thouars est classée en zone 3, à savoir zone à potentiel radon significatif.

## Toponymie
La commune est désignée, au cours de l'histoire, sous différents noms, tels que Saint-Jacques de Montauban (du lieu de Monte Abboioni), nom dont il reste une trace actuellement, à savoir la « rue du Mont-Albouin » dans le centre du village. Par la suite[Quand ?], la commune adopte son nom actuel.

## Histoire
Anciennement appelée Saint-Jacques-de-Montauban , Saint-Jacques-de-Thouars héberge à partir de 1038 deux prieurés : celui de Saint-Nicolas et celui de Saint-Jacques dont il ne reste rien. Tous deux dépendaient de l’abbaye Saint-Jouin de Marnes. Saint-Jacques-de-Thouars se trouve également sur la route de Saint-Jacques-de-Compostelle.
Des découvertes ont été faites sur le site de Saint-Jacques-de-Thouars. Une tête d'homme et une tête de cheval sculptées en pierre datant de l'époque romaine ont été trouvées. Elles sont maintenant au musée de Poitiers.
Entre 1871 et 1873, un viaduc est construit par la Compagnie Eiffel de Gustave Eiffel pour satisfaire la demande des chemins de fer de Vendée voulant ouvrir une ligne entre Tours et Les Sables-d'Olonne.

## Politique et administration
| Période                                  | Période   | Identité         | Étiquette | Qualité                                                                                 |
| ---------------------------------------- | --------- | ---------------- | --------- | --------------------------------------------------------------------------------------- |
| Les données manquantes sont à compléter. |           |                  |           |                                                                                         |
|                                          |           |                  |           |                                                                                         |
|                                          | mars 2008 | Lucien Bourissou |           |                                                                                         |
| mars 2008                                | En cours  | Sylvain Sintive  | DVD       | Directeur de service social Conseiller départemental du canton de Thouars (depuis 2015) |

La commune de Saint-Jacques-de-Thouars fait partie de la communauté de communes du Thouarsais et du syndicat du Pays Thouarsais.

## Population et société

### Démographie
L'évolution du nombre d'habitants est connue à travers les recensements de la population effectués dans la commune depuis 1793. Pour les communes de moins de 10 000 habitants, une enquête de recensement portant sur toute la population est réalisée tous les cinq ans, les populations de référence des années intermédiaires étant quant à elles estimées par interpolation ou extrapolation. Pour la commune, le premier recensement exhaustif entrant dans le cadre du nouveau dispositif a été réalisé en 2007.

En 2022, la commune comptait 423 habitants, en évolution de −4,94 % par rapport à 2016 (Deux-Sèvres : +0,18 %, France hors Mayotte : +2,11 %).
| 1793 | 1800 | 1806 | 1821 | 1831 | 1836 | 1841 | 1846 | 1851 |
| ---- | ---- | ---- | ---- | ---- | ---- | ---- | ---- | ---- |
| 316  | 260  | 295  | 376  | 330  | 339  | 318  | 325  | 329  |

| 1856 | 1861 | 1866 | 1872 | 1876 | 1881 | 1886 | 1891 | 1896 |
| ---- | ---- | ---- | ---- | ---- | ---- | ---- | ---- | ---- |
| 294  | 281  | 278  | 297  | 304  | 415  | 377  | 334  | 334  |

| 1901 | 1906 | 1911 | 1921 | 1926 | 1931 | 1936 | 1946 | 1954 |
| ---- | ---- | ---- | ---- | ---- | ---- | ---- | ---- | ---- |
| 333  | 324  | 303  | 342  | 403  | 376  | 395  | 413  | 410  |

| 1962 | 1968 | 1975 | 1982 | 1990 | 1999 | 2006 | 2007 | 2012 |
| ---- | ---- | ---- | ---- | ---- | ---- | ---- | ---- | ---- |
| 414  | 377  | 388  | 377  | 426  | 462  | 457  | 456  | 466  |

| 2017 | 2022 | - | - | - | - | - | - | - |
| ---- | ---- | - | - | - | - | - | - | - |
| 438  | 423  | - | - | - | - | - | - | - |

### Enseignement
Le village possède une école regroupant les niveaux de maternelle, primaire et élémentaire jusqu'à l'été 2018, où elle ferme par manque d'effectifs. 
L'année suivante est annoncée l'ouverture prochaine d'une nouvelle structure, cette fois faisant partie du réseau ITEP (Institut Thérapeutique, Éducatif et Psychologique) du Nord Deux-Sèvres, et ayant pour but de scolariser des élèves en difficulté psychologique.

### Manifestations culturelles et festivités
Chaque année depuis 2016 a lieu au mois de décembre un « marché de la coquille Saint-Jacques », organisé par le « comité des fêtes » de la commune. Il réunit des producteurs venus de la baie de Saint-Brieuc et des acheteurs, résidant ou non le village.

## Lieux et monuments
- Église Saint-Jacques de Saint-Jacques-de-Thouars de style roman de 1037,
- Anciens prieurés : Saint-Nicolas-du-Roc et Saint-Jacques de Mont-Alboin,

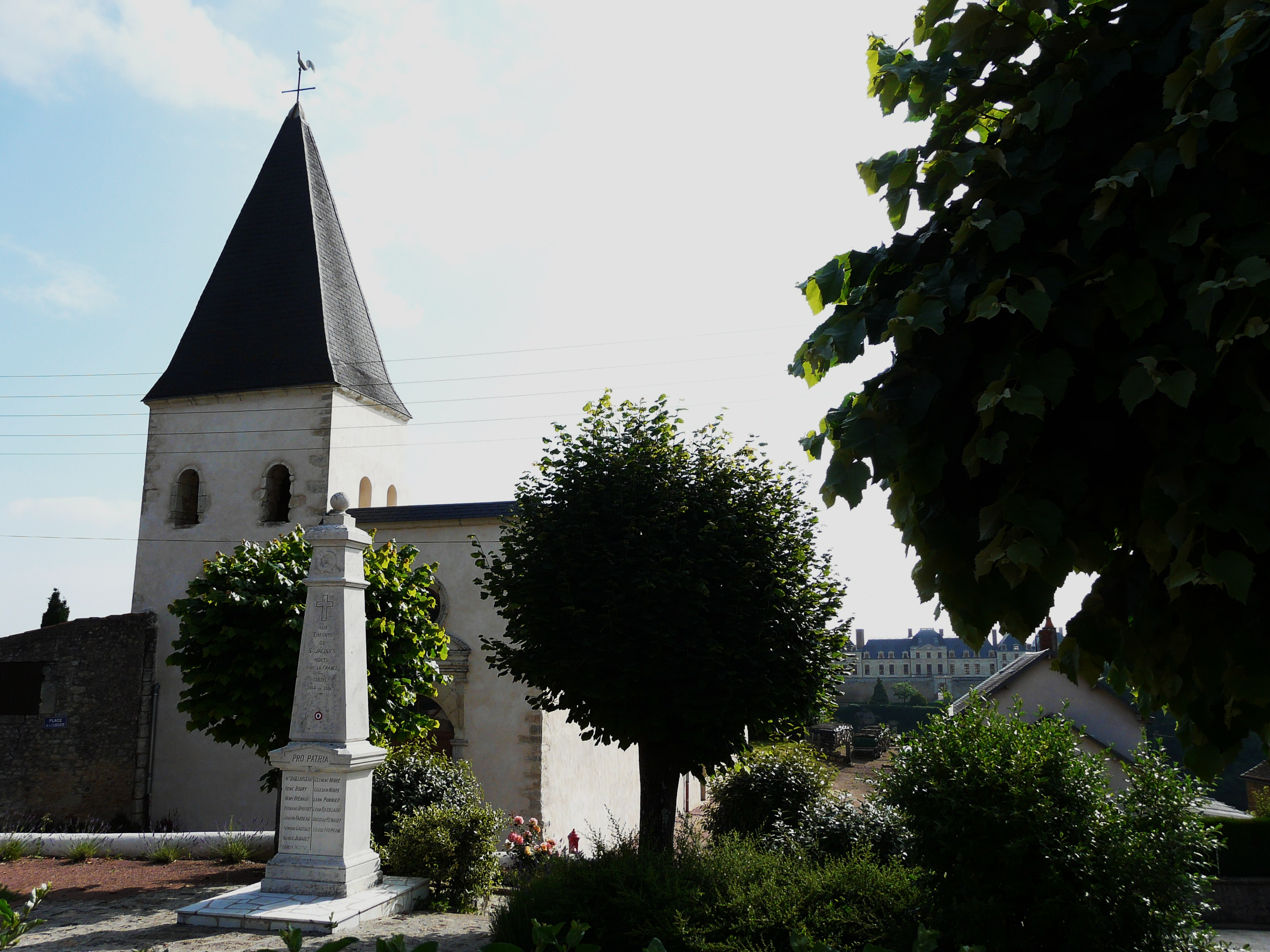
Le monument aux morts et l'église. On aperçoit au fond le château des ducs de la Trémoïlle à Thouars.

- Vallée du Thouet.